# Antimalarikum
Antimalarikum je látka (lék) s účinkem působícím proti malárii. To znamená že zabíjí parazitické prvoky, zejména kmene Apicomplexa (viz Malárie). Jedním z nejznámějších antimalarik je chinin.
K dalším běžným antimalarikům patří např. chlorochin, meflochin (např. Lariam), proguanil, atovachon/proguanil (např. Malarone) Volba léku a způsobu léčby závisí na druhu malárie a oblasti, kde se pacient nakazil, dále na jeho věku a na závažnosti onemocnění. Chlorochin a hydroxychlorochin se v těžších případech kombinují s doxycyklinem (např. Deoxymykoin), u dětí s klindamycinem.
Pomocí antimalarik však lze malárii i předcházet. Léky je třeba začít užívat už před plánovanou cestou. Berou se i během cesty a po lékařem určenou dobu po jejím skončení.